# 內藤信成
內藤信成（日语：／ Naitō Nobunari，1545年6月13日—1612年8月20日）是日本戰國時代至江戶時代前期的武將、譜代大名。

## 生平
在天文14年5月5日（1545年6月13日）出生。弘治3年（1557年），與松平元信（後來的德川家康）見面，被賜予偏諱（「信」字）而改名為信成，並成為家康的側近。永祿元年（1558年），在攻略三河廣瀨城時，與養父清長一同從軍。在三河一向一揆被平定後，因為軍功而被賜予三河中島6百石采地（一說永祿5年（1562年），另一說是永祿8年（1565年）。而《寬政重修諸家譜》中記載，則是在永祿8年進攻三河上野城後）。元龜3年（1572年），在三方原之戰中擔任殿軍。天正3年（1575年），在長篠之戰的功績受織田信長讚賞。
此後，參與高天神城之戰和小牧長久手之戰中。天正17年（1589年），加增6千石並成為甲斐國常光寺城城主。天正18年（1590年），在小田原征伐參陣時，豐臣秀吉因為「感到武備」（武備を感じ）而允許會面。在家康移封關東地方後，被賜予伊豆國1萬石，並成為韮山城城主。
慶長5年（1600年），在關原之戰中，守備駿河國沼津的三枚橋城。翌年（1601年），被賜予駿府城，成為駿河國駿府藩4萬石的領主。慶長8年（1603年），敘任從五位下豐前守。慶長11年（1606年），轉封近江國長濱藩4萬石，並以長濱城為居所。
在慶長17年7月24日（1612年8月20日）於長濱城中病死。享年68歲。法名是法善院殿陽竹宗賢大居士。

## 出自
根據《藩翰譜》記載，是嶋田某的兒子、內藤清長的養子，母親受到松平廣忠寵愛並懷有信成，之後嫁予嶋田景信，並在3月後産子，得知此事的清長將信成收為養子，並負責養育。一說指生母是廣忠的侍女（小野次郎右衛門的女兒）。另一方面，《寬政重修諸家譜》中記載，是內藤右京進某（義清）的女兒（清長的姐或妹）和嶋田久右衛門景信的兒子。
還有，《寬永諸家系圖傳》中記載，是內藤家長的養子。不過在天文15年（1546年）出生的家長，無理由會以較年長的信成為養子（而且家督由兒子政長繼承）。在《貞享書上》中訂正為清長的養子，以後《藩翰譜》、《寬政重修諸家譜》亦跟從。